# HMS Halcyon (J42)
«Гальсіон» (англ. HMS Halcyon (J42) — військовий корабель, тральщик, головний у серії однойменного типу Королівського військово-морського флоту Великої Британії часів Другої світової війни.
Тральщик брав участь у бойових діях на морі в Другій світовій війні, переважно бився у Північній Атлантиці, супроводжував арктичні конвої, підтримував висадку морського десанту в Нормандії.

## Історія створення
Тральщик «Гальсіон» закладений 27 березня 1933 року на верфі John Brown & Company у Клайдбанку. 20 грудня 1933 року він був спущений на воду, а 18 квітня 1934 року увійшов до складу Королівських ВМС Великої Британії. 

## Історія служби

### 1941
28 вересня 1941 року корабель вийшов з ескортом одного з перших арктичних конвоїв — конвою QP 1 з Архангельська до Скапа-Флоу.
26 грудня 1941 року тральщик «Гальсіон» узяв участь у проведенні спеціальної операції британських командос, під кодовою назвою операція «Анкліт» — рейд No. 12 Commando на Лофотенські острови за підтримки 22 кораблів та суден трьох флотів. У той час німецькі військовики переважно святкували наступне свято після Різдва — День подарунків. Протягом двох діб оперативна група флоту та командос утримували низку важливих об'єктів на островах, зокрема вивели з ладу 2 ворожі радіостанції та потопили декілька суден. За результатами рейду Гітлер був певен, що союзники розпочали вторгнення до Норвегії, й віддав наказ утримувати в країні значні сили та засоби.

### 1943
1 листопада 1943 року корабель входив до складу сил ескорту, що супроводжували конвой RA 54A, який повертався з Радянського Союзу.

### 1944
На початку січня 1944 року «Гальсіон» разом з однотипними тральщиками «Харрієр», «Глінер», «Брітомарт», «Гусар», «Джейсон», «Саламандер», «Спідвел» і «Сігал» включений до 1-ї флотилії тральщиків.
У квітні 1944 року флотилія увійшла до З'єднання S, куди включили також три моторні катері типу Motor Launch і встановлювачі буїв типу «Айлс», на них покладалося завдання щодо розчищення районів зосередження сил вторгнення та підходів до плацдармів від мінних полів німців. 5 червня 1944 року кораблі розпочали виконання визначених завдань і до світанку Дня Д усі підходи були звільнені від загроз.